# Нарцоле
Нарцоле (итал. Narzole) — коммуна в Италии, располагается в регионе Пьемонт, в провинции Кунео.
Население составляет 3438 человек (2008 г.), плотность населения составляет 132 чел./км². Занимает площадь 26 км². Почтовый индекс — 12068. Телефонный код — 0173.
Покровителем населённого пункта считается святой San Bernardo.

## Демография
Динамика населения:

## Города-побратимы
- Тенд, Франция (1992)

## Администрация коммуны
- Официальный сайт: http://www.narzole.net/